# Jean Tissier
Jean Tissier (Parigi, 1º aprile 1896 – Granville, 31 marzo 1973) è stato un attore francese. Durante la sua carriera ha preso parte a oltre 250 produzioni. Era sposato con l'attrice Georgette Tissier.

## Biografia
Jean Tissier nasce il 1° aprile 1896 nel 17º arrondissement di Parigi, da una madre single, Jeanne Tissier. Sarà riconosciuto da Sébastien Tissier a febbraio 1941 (all'età di 45 anni) presso il municipio del 17º.
Dopo aver conseguito il baccalauréat a 17 anni, Jean Tissier intraprende una carriera come giornalista.
Nel 1950 affiancò Aldo Fabrizi nel film Prima comunione.

## Filmografia parziale
- Un oiseau rare, regia di Richard Pottier (1935)
- Retour au paradis, regia di Serge de Poligny (1935)
- Les Jumeaux de Brighton, regia di Claude Heymann (1936)
- Messieurs les ronds de cuir, regia di Yves Mirande (1936)
- Nitchevo, regia di Jacques de Baroncelli (1936)
- Sarati il terribile (Sarati, le terrible), regia di André Hugon (1937)
- Gentiluomini di mezzanotte (Le club des aristocrates), regia di Pierre Colombier (1937)
- Arturo va in città (Hercule), regia di Alexander Esway (1938)
- La vita è un'altra cosa (Le Petit chose), regia di Maurice Cloche (1938)
- Alerte en Méditerranée, regia di Léo Joannon (1938)
- Un caso famoso (Carrefour), regia di Curtis Bernhardt (1938)
- L'adorabile sconosciuta (J'étais une aventurière), regia di Raymond Bernard (1938)
- Tourbillon de Paris, regia di Henri Diamant-Berger (1939)
- Notte di dicembre (Nuit de décembre), regia di Curtis Bernhardt (1941)
- I figli della strada (L'Enfer des Anges), regia di Christian-Jaque (1941)
- Fernandel al trapezio volante (L'acrobate), regia di Jean Boyer (1941)
- L'assassino abita al 21 (L'assassin habite... au 21), regia di Henri-Georges Clouzot (1942)
- Adrien, regia di Fernandel (1943)
- Spade al vento (Le Capitan), regia di Robert Vernay (1946)
- Leçon de conduite, regia di Gilles Grangier (1946)
- Son dernier rôle, regia di Jean Gourguet (1946)
- Ces dames aux chapeaux verts, regia di Fernand Rivers (1949)
- La Ronde des heures, regia di Alexandre Ryder (1949)
- Rome Express, regia di Christian Stengel (1950)
- Tête blonde, regia di Maurice Cam (1950)
- La portatrice di pane (La porteuse de pain), regia di Maurice Cloche (1950)
- Prima comunione, regia di Alessandro Blasetti (1950)
- Rendez-vous à Grenade, regia di Richard Pottier (1951)
- Messalina, regia di Carmine Gallone (1951)
- Quand te tues-tu?, regia di Émile Couzinet (1953)
- Infedele (Le Petit Jacques), regia di Robert Bibal (1953)
- Allarme a sud (Alerte au sud), regia di Jean-Devaivre (1953)
- La belle de Cadix, regia di Raymond Bernard e Eusebio Fernández Ardavín (1953)
- La Famille Cucuroux, regia di Émile Couzinet (1953)
- Versailles (Si Versailles m'était conté...), regia di Sacha Guitry (1954)
- C'est la vie parisienne, regia di Alfred Rode (1954)
- Notre-Dame de Paris, regia di Jean Delannoy (1956)
- Une nuit au Moulin-Rouge, regia di Jean-Claude Roy (1957)
- Brigade des mœurs, regia di Maurice Boutel (1959)
- Enigme aux Folies-Bergère, regia di Jean Mitry (1959)
- I filibustieri della Martinica (Marie of the Isles), regia di Georges Combret (1959)
- Una ragazza nuda (Strip-tease), regia di Jacques Poitrenaud (1963)
- Le pas de trois, regia di Alain Bornet (1964)
- L'or du duc, regia di Jacques Baratier (1965)
- Un ombrello pieno di soldi (Le Jardinier d'Argenteuil), regia di Jean-Paul Le Chanois (1966)

## Doppiatori italiani
- Stefano Sibaldi in L'assassino abita al 21
- Giorgio Capecchi in Prima comunione
- Lauro Gazzolo in Papà, mammà, la cameriera ed io...
- Mario Besesti in Notre-Dame de Paris